# Чемпионат Азии по трековому велоспорту
Чемпионат Азии по трековому велоспорту (англ. Asian Track Cycling Championships) — ежегодное соревнование велогонщиков стран Азии по трековым дисциплинам велоспорта под эгидой Азиатской конфедерации велоспорта. Проводится как самостоятельный турнир с 2017 года; ранее трековые велогонки входили в программу чемпионата Азии по велоспорту.

## История
Первые континентальные состязания по трековым дисциплинам состоялись в 1963 году в рамках чемпионата Азии по велоспорту.
В 2014 году было принято (в 2016 году — одобрено) решение разделить, начиная с 2017 года, чемпионат континента на два независимых турнира — по шоссейным и трековым велогонкам, проводимых в разных странах и в разные месяцы одного года. 
Оба соревнования унаследовали нумерацию турниров: так, если чемпионат Азии по велоспорту 2016 года был 36‑м, то в 2017 году чемпионаты Азии и по шоссейному, и по трековому велоспорту стали 37‑ми по счёту.

## Чемпионаты
| Номер | Год  | Страна    | Город    |
| ----- | ---- | --------- | -------- |
| 37    | 2017 | Индия     | Нью-Дели |
| 38    | 2018 | Малайзия  | Нилаи    |
| 39    | 2019 | Индонезия | Джакарта |